# Campo di concentramento di Vaivara
Il campo di concentramento di Vaivara fu insediato durante la seconda guerra mondiale dalla Germania nazista nei pressi della città  della contea di Ida-Virumaa, nell'Estonia occupata.
Da esso dipendevano da ventidue a ventisette sottocampi (inclusi alcuni minori rimasti in funzione per brevissimi periodi ed alcuni esclusivamente femminili), fra cui uno dei più importanti è stato il Campo di concentramento di Klooga.
Aperto il 15 settembre 1943, il campo di Vaivara venne chiuso il 29 febbraio 1944
L'Estonia era stata occupata dal 1941 dall'esercito tedesco. Il campo di Vaivara - controllato dal Reichskommissariat Ostland e comandato da Hans Aumeier - inizialmente era adibito a campo di prigionia dei soldati sovietici catturati ma ben presto servì da campo di transito per i diversi sottocampi controllati dalle SS.
Circa ventimila furono i deportati che vi transitarono, in gran parte ebrei provenienti dai ghetti di Vilnius e Kaunas. Mentre quelli giudicati inadatti al lavoro venivano eliminati, gli altri erano avviati ai lavori forzati.
Con l'avanzata dei soldati dell'Armata Rossa, gran parte dei deportati di Vaivara vennero evacuati e trasferiti al Campo di concentramento di Stutthof o in quello di Auschwitz. Quelli che restarono vennero liberato il 28 giugno dagli stessi soldati sovietici.

## Sottocampi
Città sede dei sottocampi di Vaivara:
- Aseri
- Auvere
- Budki
- Erides
- Goldfilz
- Jewe
- Kerestowo
- Kiviöli
- Klooga
- Kunda
- Kuremaa
- Lagedi
- Lodensee
- Narva-Jõesuu
- Narva
- Putki
- Reval
- Sonda (Estonia)
- Soski
- Ülenurme
- Wiwikond